# The Pleasure Buyers
The Pleasure Buyers è un film muto del 1925 diretto da Chet Withey. Di genere giallo, prodotto e distribuito dalla Warner Bros., aveva come interpreti Irene Rich, Clive Brook, Gayne Whitman, June Marlowe, Chester Conklin, Don Alvarado, Edward Peil Sr., Winter Hall, Frank Leigh.
La sceneggiatura di Louis D. Lighton e Hope Loring si basa sull'omonimo romanzo di Arthur Somers Roche pubblicato a puntate a New York nel 1925.

## Trama
Nel soggiorno, colpito a morte da uno sconosciuto, viene trovato il corpo senza vita di Gene Cassenas. A indagare sul caso viene chiamato l'ex commissario di polizia Tad Workman che stila una lista dei sospetti: Joan Wiswell, una bella socialite; Tommy Wiswell, suo fratello; Terry, ex socio in affari del morto; Helen Ripley, la fidanzata del morto; il generale Ripley, padre di Helen; il valletto. Workman, ricorrendo alla deduzione, prova che a uccidere è stato quest'ultimo, facendo partire il colpo mortale da una pistola collegata a un orologio.

## Produzione
Il film fu prodotto dalla Warner Bros.

## Distribuzione
Il copyright del film, richiesto dalla Warner Bros. Pictures, Inc., fu registrato l'8 settembre 1925 con il numero LP21808.

Distribuito dalla Warner Bros., il film uscì nelle sale statunitensi il 19 dicembre 1925. La Gaumont British Distributors lo fece uscire nel Regno Unito il 14 giugno 1926. In Portogallo, il film fu distribuito il 27 agosto 1929 con il titolo O Número Treze, mentre in Brasile con quello di Compradores do Prazer.

### Conservazione
Copia completa della pellicola si trova conservata negli archivi del Museum Of Modern Art di New York.